# Carin Ödquist
Carin Brita Ödquist, född 15 maj 1946 i Lund, är en svensk skådespelare och musiker.
Ödquist har varit verksam vid Narrenteatern i Stockholm och vid Riksteatern. Hon innehade film- och tv-roller 1975–1991. Hon har medverkat på skivinspelningar med bland annat Narrenteatern, Bella ciao-gruppen och Musikteatergruppen Ariel. Tillsammans med Kaya Ålander har hon utgivit Jag kommer av ett brusand' hav, med text och musik av  Evert Taube (CD, 1997, Songline SOLICD 11).

## Filmografi
- Trälarna. Halte (TV-film, 1978)
- Trälarna. Oluf (TV-film, 1978)
- Trälarna. Ylva (TV-film, 1978)
- Äntligen! (1984)
- Två solkiga blondiner (1984)
- Ett paradis utan biljard (1991)